# L’impresario in angustie
L’impresario in angustie (Der Impresario in der Klemme oder Der Operndirektor) ist eine „Farsa per musica“ (musikalische Farce) nach einem Libretto von Giuseppe Maria Diodati, die 1786 von Domenico Cimarosa in Musik gesetzt und 1823 von dem 18-jährigen Luigi Ricci nochmals vertont wurde. Sie wurde erstmals im Herbst 1786 im Teatro Nuovo in Neapel aufgeführt, gemeinsam mit einem weiteren kurzen Werk des Komponisten (Il credulo), das bereits Anfang 1786 im selben Theater uraufgeführt worden war. L’impresario wurde später in anderen italienischen Städten und 1790 in Barcelona unter dem Titel L’impresario rovinato inszeniert.

## Handlung (Urfassung)
Neapel – Zimmer in einer Herberge. Mole im Hafen. Merlinas und Doralbas Zimmer in der Herberge. Galerie im Hause Don Crisobolos. Hof. Mole.

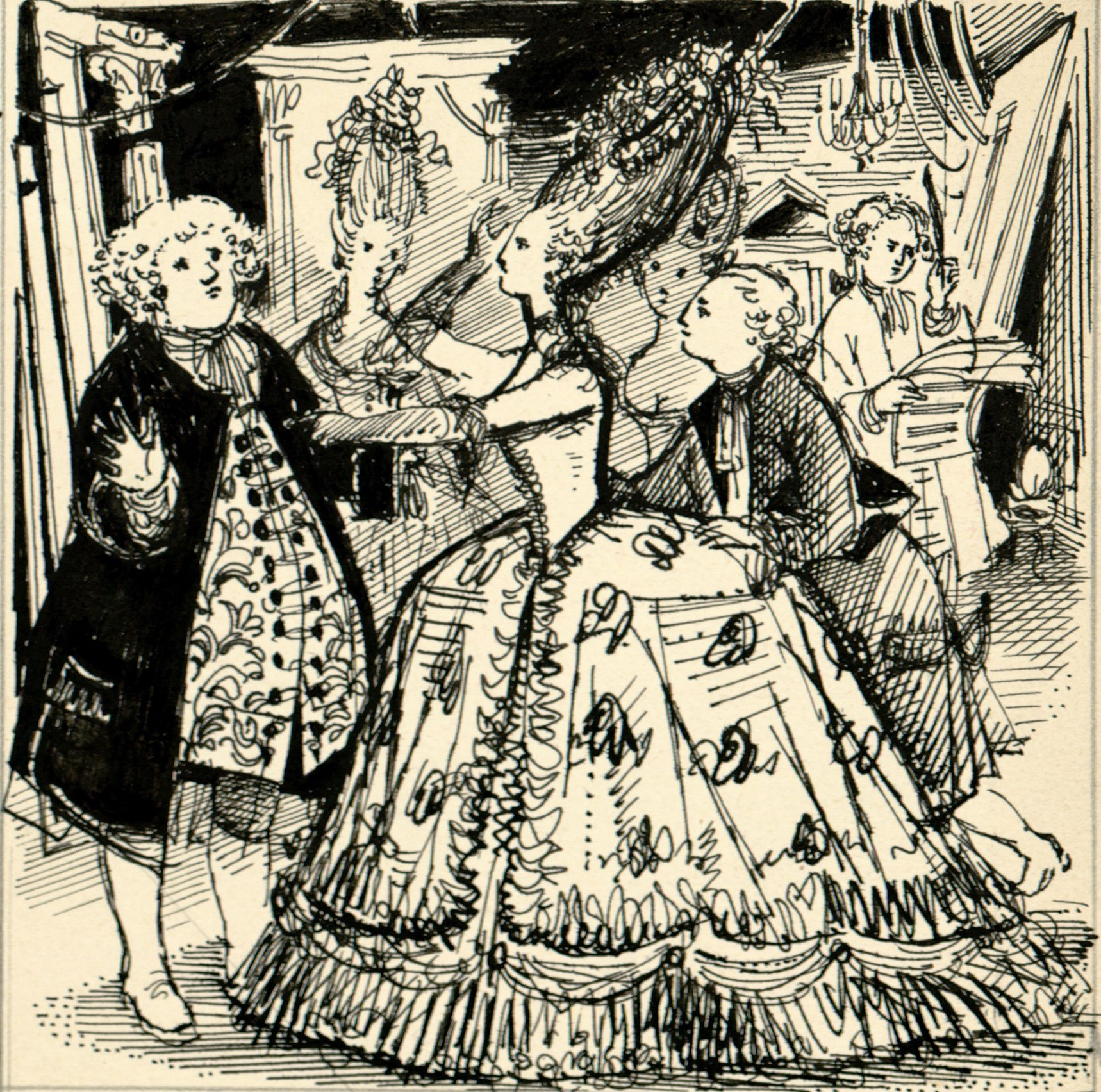
Szenenbild von Peter Hoffer

Don Crisobolo, Impresario eines Theaters, ist den Launen und Verleumdungen seiner Primadonnen (Dorina und Merlina) ausgeliefert, die auch den Dichter (Don Perizonio) und den Musiker (Gelindo) quälen, damit diese ein neues Werk erschaffen, das auf die Bühne kommen soll. Letzterer, der Musik von anderen Komponisten annektiert, protestiert gegen den Lärm, der durch die anhaltenden Umtriebe entsteht. Zum Leidwesen des Komponisten trägt auch der Dichter bei, Autor des zu komponierenden Librettos, das die inneren Krämpfe des Pyrrhus gegen die hysterischen Neigungen der Andromache thematisiert („Le interne convulsioni di Pirro contro gli affetti isterici di Andromaca“), unter Verwendung amüsanter klassischer Zitate. Die Szene dreht sich um Don Perizonio und Merlina, die eine gute Partie von ihm fordert, aber der Dichter reagiert auf seine Anfragen nur mit scherzhaften Sticheleien.
Im zweiten Teil treten nach dem Quintett zwei neue Charaktere ein, Fiordispina und ihr Gönner Strabinio, der jedoch eine untergeordnete Rolle spielt. Fiordispina gerät auch in Konflikt mit den beiden anderen Sängerinnen und fordert immer die besten Rollen, üppige Bühnenkleidung und reichhaltige Belohnungen. Durch den plötzlichen Bankrott des Impresarios enden alle Rivalitäten.

## Werkgeschichte

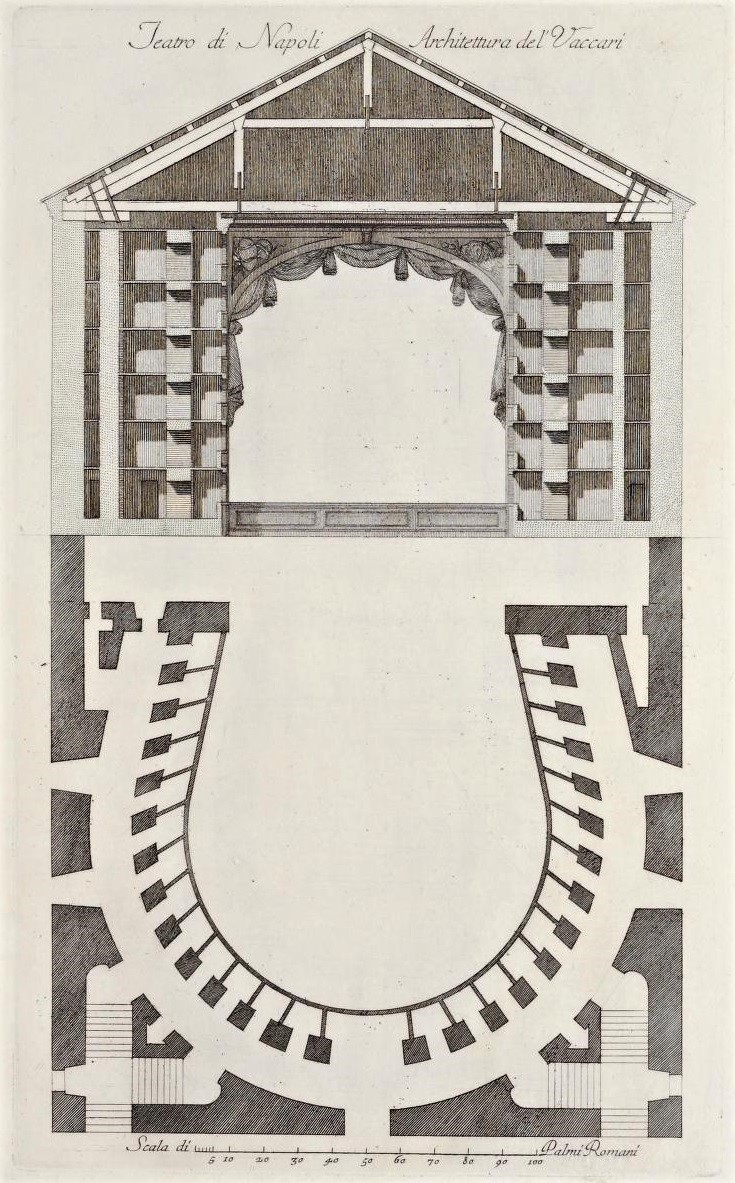
Grund- und Aufriss des Teatro Nuovo Neapel (1780)

Bei dem Stück handelt es sich um eine Theatersatire, die zu jenem Genre gehört, das sich an die Schrift Il teatro alla moda (1720) von Benedetto Marcello anschloss, und es parodiert die Exzesse des Opernwesens und -betriebs im 18. Jahrhundert.
Die Darsteller der Uraufführung im Herbst 1786 waren Marianna Santoro Limperani (Fiordispina), Caterina Fiorentini (Merlina), Orsola Mattei (Doralba), Gennaro Luzio (Don Perizonio), Serafino Blasio (Don Crisobolo), Luigi Bruschi (Gelindo) und Alessandro Fontana (Strabinio).
Cimarosas Werk hatte viele Jahre lang einen durchschlagenden Erfolg, wurde in vielen europäischen Theatern aufgeführt und oft in die jeweilige Landessprache übersetzt, so etwa von Karl Spazier (Köln 1791). Die dänische Erstaufführung erfolgte 1792 in Kopenhagen, die schwedische am 28. April 1799 im Arsenalstheater zu Stockholm. Sogar die Musik erfuhr für fast jede Aufführung wesentliche Veränderungen, indem Passagen aus Werken anderer Autoren oder von anderen Komponisten als Einlage hinzugefügt wurden. Die Dramaturgie wurde oft radikal verändert oder aktualisiert, wobei der Aufbau und die Struktur des Stückes zuweilen auch in zwei und drei Akte gegliedert wurde. Besonders dokumentiert sind die Umstellungen für die Darbietungen in Paris (ab 1787), Weimar und Wien (ab 1793), die der originalen Musik diverse neue Stücke hinzufügen (Arien für Gelindo, Strabinio, Doralba usw.). Grundlegend modifiziert wurde das ursprüngliche Finale.
Johann Wolfgang von Goethe hatte 1787 während seiner Italienreise eine Aufführung dieser Oper in Rom (Teatro Capranica) besucht. Vier Jahre später (24. Oktober 1791) wurde die Farsa in einer überarbeiteten Fassung und in einer Übersetzung von Goethe und seinem nachmaligen Schwager Christian August Vulpius unter dem Titel Theatralische Abentheuer im Hoftheater Weimar inszeniert, unter Einbeziehung von Musiknummern von Vicente Martín y Soler. Spätere Bearbeitungen kombinierten das Werk mit Musiknummern aus W. A. Mozarts Der Schauspieldirektor (erstmals wohl gleichfalls in Weimar 1797).
Nachdem das Werk etwa hundert Jahre kaum gespielt wurde, kam es im 20. Jahrhundert wieder in Mode und wurde im Teatro Regio di Torino (1933, u. a. mit Umberto di Lelio) und im Teatro alla Scala in Mailand (1938) neuerlich aufgeführt. Moderne Ausgaben dieser Partitur wurden 1993 von Nick Rossi und Talmage Fauntleroy ediert.

## Gestaltung

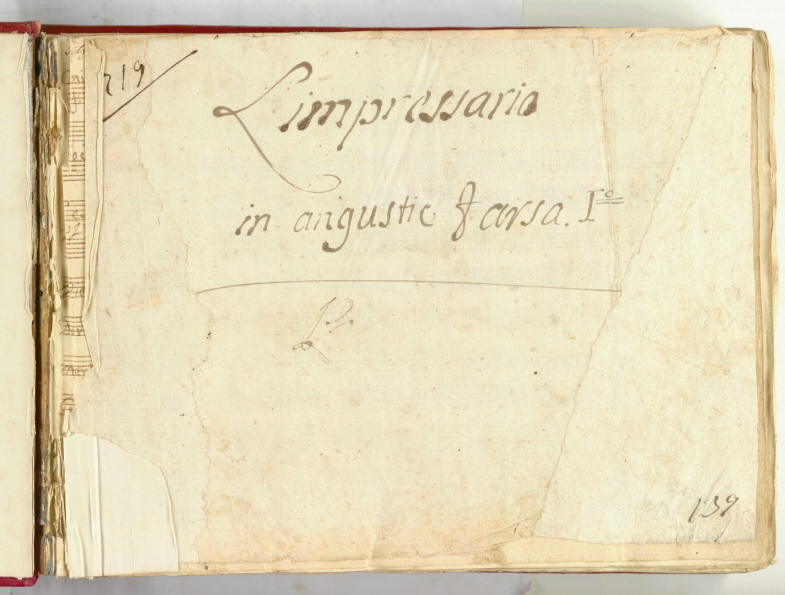
Manuskript, Teilautograph Cimarosas (Biblioteca del Conservatorio San Pietro a Majella, Napoli, Sign.: Rari 1.5.15)

### Orchesterbesetzung
Im Orchester spielen zwei Oboen, ein Fagott, zwei Hörner und Streicher.

### Gliederungen der Farsa und wichtiger Bearbeitungen
Originalfassung 1786 im Teatro Nuovo Neapel (nach dem Librettodruck)
- Nr. 1 – Introduzione: Ve’ che matta maledetta (Crisobolo, Merlina, Gelindo, Doralba)
- Nr. 2 – Recitativo: Ma care mie, potreste senza chiasso (Crisobolo, Merlina, Doralba, Gelindo)
- Nr. 3 – Duetto: Senti, senti l’augellino (Fiordispina, Perizonio)
- Nr. 4 – Recitativo: Cara, già ho rrevotato (Perizonio, Fiordispina, Crisobolo)
- Nr. 5 – Aria: Vado, e giro nei Palchetti (Crisobolo)
- Nr. 6 – Recitativo: L’amico potta d’oje ngarzapella! (Perizonio, Doralba, Merlina, Gelindo)
- Nr. 7 – Aria: Il meglio mio carattere (Merlina)
- Nr. 8 – Recitativo: Vi prego sor poeta (Gelindo, Perizonio, Crisobolo, Fiordispina, Merlina)
- Nr. 9 – Quintetto: Anima fella e cotta (Perizonio, Fiordispina, Crisobolo, Merlina, Gelindo)
- Nr. 10 – Recitativo: Ora vedrò, Strabinio (Doralba, Strabinio, Fiordispina, Perizonio, Crisobolo)
- Nr. 11 – Aria: Io son placida e serena (Fiordispina)
- Nr. 12 – Recitativo: Questo nemmeno scherza (Crisobolo, Perizonio)
- Nr. 13 – Aria: Lo ’mpresario, gioia mia (Perizonio)
- Nr. 14 – Recitativo: Orsù, per me le cose (Crisobolo, Doralba, Strabinio, Merlina, Gelindo, Perizonio, Fiordispina)
- Nr. 15 – Finale: Son donzella sì innocente (Fiordispina, Perizonio)

Fassung Wien (1793)
- Sinfonia (Bearbeitung des ersten Satzes der Sinfonia von Il Convito)
- Nr. 1 – Introduzione: Vè che matta maledetta (Cimarosa)
- Recitativo nach der Introduzione
- Nr. 2 – Aria di Gelindo: Io ti lascio, o mia diletta (vielleicht von Luigi Caruso)
- Nr. 3 – Duetto Fiordispina-Perizonio: Senti, senti l’augellino (Cimarosa)
- Recitativo nach Nr. 3
- Nr. 4 – Aria Crisobolo: Vado, e giro nei palchetti (Cimarosa)
- Recitativo nach der Aria des Crisobolo
- Nr. 5 – Aria Merlina: Il meglio mio carattere (Cimarosa)
- Recitativo nach Nr. 5
- Nr. 6 – Aria a due Strabinio (Gianleo), Doralba: Non sarai più virtuosa (unbekannter Autor)
- Recitativo nach Nr. 6
- Nr. 7 – Quintetto: Anima tagliata, e cotta (Cimarosa)
- Recitativo nach Nr. 7
- Nr. 8 – Aria Doralba: Sento che in seno (vielleicht von Tommaso Giordani oder Felice Giardini)
- Recitativo nach Nr. 8
- Nr. 9 – Recitativo accompagnato: Ecco tuona, lampeggia...!! e Aria Fiordispina Son Regina, e sono amante (unbekannter Komponist; Text parodiert nach Didone abbandonata von Metastasio)
- Recitativo nach Nr. 9
- Nr. 10 – Aria Perizonio: L’impresario, gioia mia (Cimarosa)
- Recitativo nach Nr. 10
- Nr. 11 – Finale: Non temete, non è niente (unbekannter Komponist, vielleicht Cimarosa selbst?).

Fassung Weimar (1797)
- Nr. 1 – Quartett: Unerträglich (Merlina, Rosalba, Lorenzo, Polidoro)
- Nr. 2 – Arie: Ja! ich fühle wohl (Polidoro)
- Nr. 3 – Duett: So mild, wie Frühlingsregen (Isabelle, Orlando)
- Nr. 4 – Arie: Chia ritrovar (Isabelle)
- Nr. 5 – Arie: In die Logen (Lorenzo)
- Nr. 6 – Arie: Ihr fraget (Merlina)
- Nr. 7 – Arie: An den schönsten (Rosalba)
- Nr. 8 – Arie: Ach leider! es bleiben (Isabelle)
- Nr. 9 – Finale O sieh zu deinen Füßen (alle)
- Nr. 10 – Arie: Ihr Diener (Lorenzo)
- Nr. 11 – Arie: Schon schlägt die Abschiedsstunde (Isabelle) [Mozart]
- Nr. 12 – Rezitativ & Arie: Ach Geliebte (Polidoro)
- Nr. 13 – Terzett: Stets war ich erste Sängerin (Isabelle, Rosalba, Orlando) [Mozart]
- Nr. 14 – Arie: Bester Dichter! Mit Entzücken (Rosalba) [Mozart]
- Nr. 15 – Terzett: O wie süß ist der Gedanke (Isabelle, Lorenzo, Polidoro)
- Nr. 16 – Terzett: Wie ein Reh (Isabelle, Lorenzo, Polidoro)
- Nr. 17 – Schlussgesang: Jeder Künstler strebt nach Ehre (alle) [Mozart]

## Diskographie (Auswahl)
- Cimarosa: L’impresario in angustie – Fabio Maestri, Associazione Sinfonica Umbra, Orchestra In Canto (November 1997)
- Cimarosa: L’impresario in angustie – Aldo Salvagno, Orchestra Bruno Maderna di Forlì (Brilliant Classics Oktober 2018)                         Carlo Torriani (Don Grisobolo), Marco Filippo Romano (Don Perizonio), Paola Cigna (Fiordispina), Lavinia Bini (Merlina),                                Alejandro Escobar (Gelindo), Camilla Antonini (Doralba), Luca Gallo (Strabinio). Studioaufnahme.